# 루이스 리베라토
루이스 다비드 리베라토(Luis Dacid Liberato, 1995년 12월 18일 ~ )은 도미니카 공화국의 야구 선수이자, 현 KBO 리그 한화 이글스의 외야수이다.

## 미국 프로야구 시절
2022년에 샌디에이고 파드리스에 입단하였다.

## 한국 프로야구 시절
2025년 6월 17일에 에스테반 플로리알 부상으로 인해 임시 외국인 야수로 영입되었다. 2025년 7월 19일에 에스테반 플로리알을 대체할 외국인 타자로 정식 계약을 체결했다.